# 하이퍼팝
하이퍼팝(hyperpop)은 2010년대 초 영국에서 주로 시작된 느슨하게 정의된 전자 음악 운동이자 마이크로장르이다. 과장되거나 맥시멀리즘으로 표현되는 것이 특징이며, 일반적으로 팝과 아방가르드 감각을 통합하며 전자 음악, 록, 힙합, 댄스 음악에서 흔히 볼 수 있는 요소를 활용한다.
하이퍼팝은 다양한 곳에서 영향을 받았으며, 일반적으로 영국 음악가 A. G. 쿡과 그의 음반 레이블 PC Music의 결과물, 그리고 소피와 찰리 XCX와 같은 관련 아티스트들에게서 찾을 수 있다. 2019년 8월 스포티파이 직원인 글렌 맥도날드가 쿡과 100 gecs 같은 아티스트들을 다루는 플레이리스트의 이름으로 "하이퍼팝"이라는 용어를 사용하면서 더 큰 주목을 받았다. 틱톡과 같은 소셜 미디어 플랫폼을 통해 젊은 사람들 사이에서 인기를 얻었으며, 특히 코로나19 범유행 기간 동안 많은 재생이 이루어졌다. "하이퍼팝"이라는 용어가 흔히 사용되기 시작한 후, 많은 관련 아티스트들은 해당 장르로 분류되는 것을 거부했으며, 2020년대 초에는 많은 사람들에게 "죽은" 장르로 간주되었다.

## 특징
하이퍼팝은 팝 음악에 대한 과장되고 절충적이며 자기 참조적 접근 방식을 구현하며 일반적으로 거친 신시사이저 멜로디, 오토튠된 "이어웜" 보컬, 과도한 압축 및 디스토션과 같은 요소를 사용하며, 2000년대 인터넷 문화와 웹 2.0 시대에 대한 초현실적이거나 향수를 불러일으키는 레퍼런스를 포함한다. 일반적인 특징으로는 고도로 처리된 보컬, 금속성이고 멜로디컬한 타악기 사운드, 피치 시프트된 신시사이저, 중독성 있는 후렴구, 짧은 곡 길이, 불안감 가득한 가사와 병치된 "반짝이고 귀여운 미학" 등이 있다.
월스트리트 저널의 마크 리처드슨은 하이퍼팝을 팝 음악의 "인공적인" 부분을 극단적으로 끌어올려 중독성 있는 멜로디와 기억에 남는 후크로 가득 찬 "만화 같은 소리의 벽"을 만들어낸다고 묘사했다. 이 음악은 아름다움과 추함 사이를 오가며, 반짝이는 멜로디가 뭉개진 악기 소리와 부딪힌다. 아메리칸 송라이터의 조 비탈리아노는 하이퍼팝이 "흥미롭고, 요란하며, 우상 파괴적인 장르 — 만약 '장르'라고 부를 수 있다면"이며, "톱 신시사이저, 오토튠 보컬, 글리치에서 영감을 받은 타악기, 그리고 독특한 후기자본주의 디스토피아 분위기"를 가지고 있다고 말했다. 피치포크의 키런 프레스-레이놀즈에 따르면, 이 스타일의 아티스트들은 아방가르드와 팝 음악을 혼합하며, 종종 중독적으로 재미있는 것과 너무 과한 것 사이에서 균형을 맞춘다. 그는 2024년에 하이퍼팝이 "프랑켄슈타인적인 매크로 장르"가 되었다고 덧붙였다. 반어와 유머 또한 이 음악에서 중요하다.
바이스 기자 엘리 에니스는 하이퍼팝이 음악 규칙을 따르는 것보다는 "팝의 맥락 내에서 작동하면서도 장르를 완전히 초월하려는 공유된 정신"에 가깝다고 설명했다. 이 스타일의 아티스트들은 반쯤 알려지지 않은 음악 장르들을 다시 가져오기를 좋아하며, "쿨하거나" "예술적인" 것을 가지고 노는 것을 즐긴다. 하이퍼팝은 버블검 팝, 트랜스, 유로하우스, 이모 랩, 누 메탈, 클라우드 랩, J-pop, K-pop 등 다양한 종류의 음악을 혼합할 수 있다. 하이퍼팝은 또한 이모, 로파이 트랩, 덥스텝, 칩튠의 사운드를 혼합한다. 이 스타일은 2010년대 중반 이후 힙합에서 가져온 이상하고 놀라운 요소들을 가지고 있다. 디 애틀랜틱은 이 장르가 "현재와 과거의 톱 40 트릭을 섞고 가속화한다. 여기에는 자넷 잭슨의 드럼 슬램, 디페쉬 모드의 신시사이저 소음, 새로운 징글의 과장된 활기 등이 뒤섞여 있다"고 말했지만, "펑크의 건방짐, 힙합의 허세, 그리고 메탈의 소음에 대한 이 장르의 열정" 또한 언급했다.
하이퍼팝은 종종 LGBTQ 커뮤니티 및 미학과 관련되어 있다. 주요 활동가 중 몇몇은 게이이거나, 논바이너리이거나, 트랜스젠더이다. 이 마이크로장르가 보컬 변조를 강조함으로써 아티스트들은 자신의 목소리의 젠더 표현을 실험할 수 있었으며, 성별 불쾌감을 다룰 수 있게 되었고, 소피와 8485와 같은 하이퍼팝 아티스트들은 그들의 가사 내용에서 젠더 유동성과 자아를 탐구했다.
디지코어와 글리치코어는 하이퍼팝과 아티스트가 겹치기 때문에 때때로 하이퍼팝과 혼동되는 동시대적인 움직임이다.

## 역사

### 기원
"하이퍼팝"이라는 용어는 1988년 10월 작가 돈 슈이가 스코틀랜드의 드림 팝 밴드 콕토 트윈스에 대한 기사에서 처음 사용된 것으로 보인다. 그는 1980년대 잉글랜드가 "하이퍼팝과 안티팝의 동시 현상을 육성했다"고 언급했다.

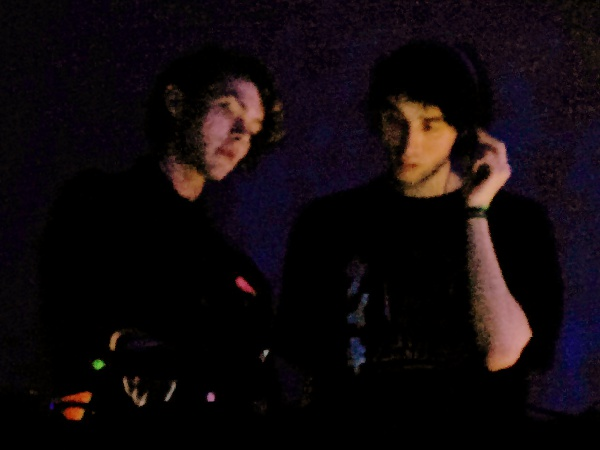
영국 음악가 소피 (왼쪽)와 A. G. 쿡 (오른쪽)은 하이퍼팝의 선구자로 여겨진다

하이퍼팝의 기원은 인터넷에서 만들어진 많은 것들과 마찬가지로 다소 불분명하다. 컴플렉스의 소피 워커는 정확히 어디에서 왔는지 알기 어렵다고 말했다. "하이퍼팝"이라는 용어는 때때로 사운드클라우드의 나이트코어 장면에서 장르 설명자로 사용되었다. 스포티파이 분석가 글렌 맥도날드는 2014년에 영국 레이블 PC Music을 언급하면서 이 용어를 처음 보았지만, 2018년까지는 마이크로장르라고 생각하지 않았다. 메이시 스마일과 말틴 레코드 같은 다른 아티스트들도 이 스타일을 형성하는 데 도움을 주었지만, 많은 사람들은 하이퍼팝이 2010년대 중반 PC Music의 음악에서 시작되었다고 말한다. 많은 하이퍼팝 아티스트들이 이 레이블과 연결되어 있거나 영향을 받았다. 인디펜던트의 윌 프리처드는 "하이퍼팝이 빌려온 장르뿐만 아니라 2010년대 초 영국에서 A. G. 쿡의 PC Music 레이블(소피와 찰리 XCX 등의 초기 본거지)을 중심으로 발전한 장면의 표현으로 볼 수도 있다"고 말했다.
하이퍼팝 이전에 이 장르를 형성하는 데 도움이 된 많은 아티스트들이 있었다. 프리처드는 "어떤 사람들에게는 하이퍼팝이 다루는 영역이 전혀 새롭게 느껴지지 않을 것이다"라고 설명했다. 그는 2000년대 뉴 레이브의 "아웃라이어"인 테스트 아이시클스와 PC Music의 동시대인인 러스티와 허드슨 모호크를 언급하며 비슷한 작업을 했다고 말했다. 이 두 아티스트에 대해 그는 "그들의 플루오로, 트랜스-엣지 댄스 및 힙합 혼합물은 오늘날의 많은 하이퍼팝을 연상시킨다"고 말했다. 하이퍼팝에 영향을 준 또 다른 아티스트는 나카타 야스타카이다. 올뮤직의 헤더 파레스는 슬레이 벨즈의 음악이 "하이퍼팝과 달콤함과 강렬함의 극단을 대담하게 무시하고 결합한 다른 아티스트들을 예고했다"고 말했다. 피치포크의 이언 코헨도 "하이퍼팝"이라는 용어가 인기 있는 장르가 되기 전에 슬레이 벨즈를 묘사하는 데 사용되었다고 말했다. 준키의 아일리시 길리건은 케샤가 하이퍼팝에 영향을 미쳤다고 언급하며, 그녀의 "거칠고 반쯤 말하는 보컬이 Blow와 초기 모든 작업에서 오늘날 하이퍼팝의 강렬한 보컬들을 연상시킨다"고 지적했다. 그녀는 또한 브리트니 스피어스를 언급하며, "그녀의 2011년 댄스플로어 히트곡 'Till the World Ends', 'Hold It Against Me', 'I Wanna Go' 모두 현대 하이퍼팝에서 흔히 볼 수 있는 강렬한 비트를 공유한다"고 말했다.
스포티파이 편집자 리지 샤보는 A. G. 쿡을 하이퍼팝의 "대부"라고 불렀다. 에니스에 따르면, PC Music은 "[이 마이크로장르의] 멜로디적 풍부함과 만화 같은 프로덕션의 기반을 마련했으며", 하이퍼팝의 초현실적인 특성 중 일부는 2010년대 힙합에서도 파생되었다. 그녀는 하이퍼팝이 PC Music의 영향 위에 구축되었지만, 이모 랩, 클라우드 랩, 트랩, 트랜스, 덥스텝, 칩튠의 사운드도 통합했다고 말한다. 쿡의 빈번한 협력자들 중, 버라이어티와 뉴욕 타임스는 소피의 작품이 이 스타일의 선구자라고 묘사했으며, 찰리 XCX는 바이스로부터 이 스타일의 "여왕"으로 묘사되었고, 그녀의 2017년 믹스테이프 Pop 2는 이 사운드의 틀을 세웠다. 여기에는 A. G. 쿡, 소피, 움루, 이지펀의 "외설적인" 프로덕션과 "음악적으로, 정신적으로, 미학적으로 팝을 현대 시대에 맞게 재정비하려는 표면적인 임무"가 포함되었다.
케랑!의 알리야 초드리는 크렁크코어, 메탈코어, 누 메탈이 하이퍼팝을 만드는 데 중요했다고 설명했다. 그녀는 누 메탈의 "힙합, 메탈, 펑크, 인더스트리얼 등을 혼합한 것이 하이퍼팝 이념에 완벽하게 들어맞는다"며, 리코 네스티가 그것을 차용하고 100 gecs가 린킨 파크의 "One Step Closer"를 리믹스했다고 말했다. 초드리는 또한 리나 사와야마의 데뷔 앨범 Sawayama가 "림프 비즈킷과 에바네센스에서 영감을 얻었으며", 누 메탈의 부활을 도왔다고 지적했다. 크렁크코어에 대해서는 메트로 스테이션과 코브라 스타십이 "록, 힙합, 댄스의 영향을 혼합하여 과장된 팝송을 만들었으며", 브리드 캐롤라이나는 "무거운 전자음을 사용하여 중독성 있는 팝송을 만들었다"고 언급했다. 초드리는 3OH!3가 "팝을 패러디하고 혼란스러운 극단으로 몰아가는 능력"과 "폭발적인 신시사이저와 변조된 보컬"을 사용하여 "하이퍼팝의 주요 청사진을 만들었다"고 믿는다. 마지막으로 그녀는 메탈코어의 "가장 전자 지향적인 아티스트들"이 하이퍼팝에 영향을 미쳤다고 언급하며, 도리언 일렉트라의 앨범 마이 아젠다에 블랙 메탈 밴드 게이로드가 참여한 "Monk Mode"가 포함되어 있음을 강조했다.

### 인기

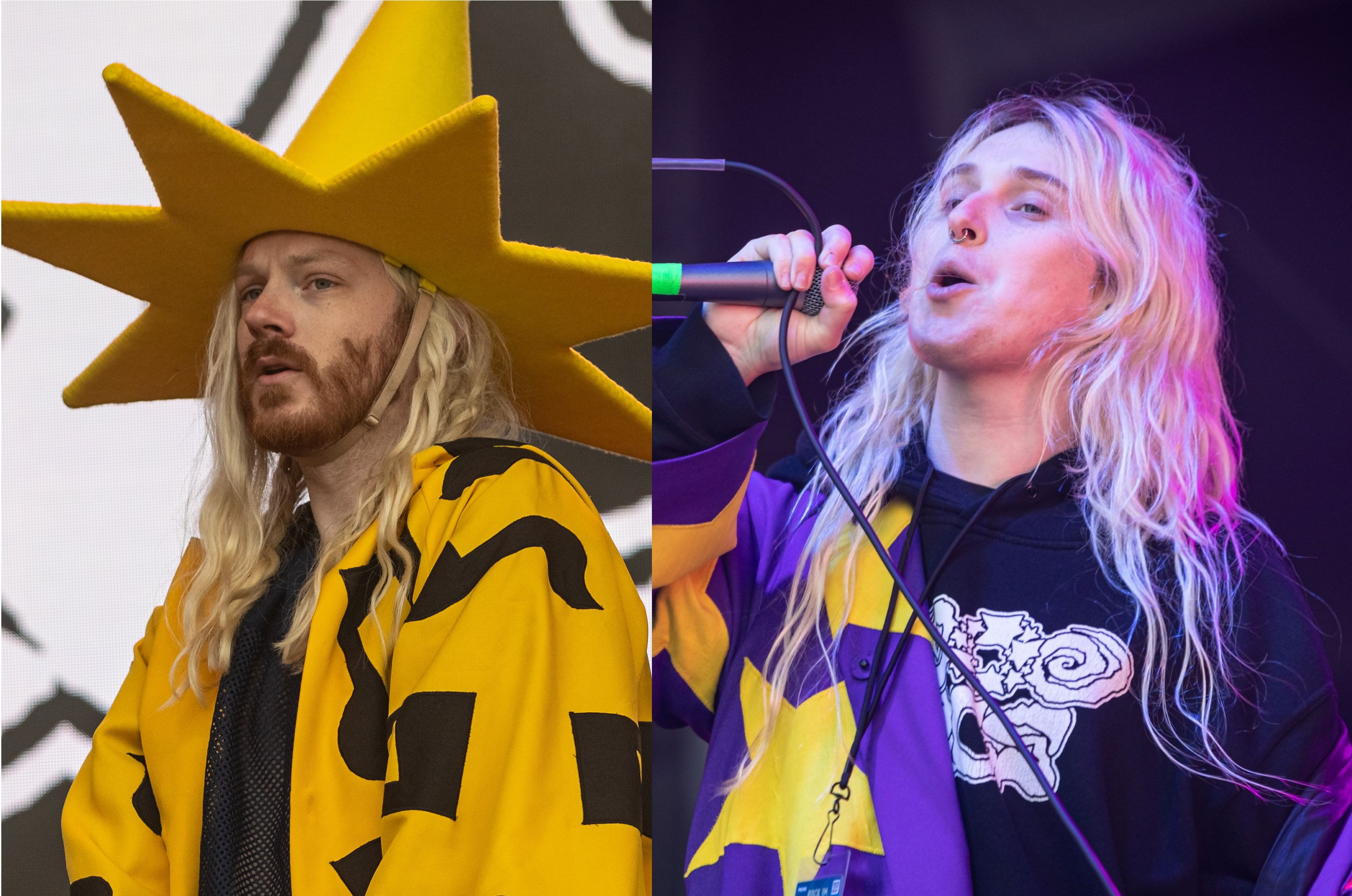
2019년 100 gecs의 인기와 그들의 데뷔 앨범으로 스포티파이는 전용 하이퍼팝 플레이리스트를 공식적으로 시작했다.

2019년 5월, 하이퍼팝 듀오 100 gecs는 데뷔 앨범 1000 gecs를 발매하여 스트리밍 서비스에서 수백만 건의 재생을 기록하며 이 스타일을 확고히 하는 데 기여했다. 프리처드는 100 gecs가 하이퍼팝을 "가장 극단적이고 매우 중독적인 결론으로 이끌었다"고 묘사했다. 즉, "거의 파괴될 정도로 처리되고 왜곡된 스타디움 크기의 트랩 비트, 과장된 이모 보컬, 그리고 레이브적인 아르페지오의 연속"이다. 바이스와 더 페이스에 따르면, 1000 gecs 발매 이후 2019년에 이 장르의 두 번째 물결이 나타났다.
2019년 8월, 스포티파이는 "하이퍼팝" 플레이리스트를 출시하여 이 마이크로장르를 더욱 확고히 했고, 100 gecs 등이 게스트 큐레이션을 담당했다. 이 플레이리스트에 포함된 다른 아티스트로는 A. G. 쿡, 팝스타 패치, 슬레이터, 구피, 캐럴라인 폴라첵, 한나 다이아몬드, 킴 페트라스 등이 있었다. 스포티파이 편집자 리지 샤보와 동료들은 맥도날드가 웹사이트의 메타데이터에서 이 용어를 발견하고 마이크로장르로 분류한 후 2019년 8월 플레이리스트 이름을 결정했다. 11월에 쿡은 제이 딜라, 니키 미나즈, 이기 아젤리아, 릴 우지 버트, 케이트 부시 등의 아티스트들을 플레이리스트에 추가했는데, 이로 인해 수입을 플레이리스트에 의존하던 소규모 하이퍼팝 아티스트들이 밀려나면서 논란이 일었다. 또한 사운드클라우드의 전 전략 매니저 데이비드 터너는 2020년 3월과 4월에 플랫폼에서 "새로운 창작자들의 급증"이 있었는데, 이들 중 많은 이들이 하이퍼팝과 유사한 음악을 만들고 있었다고 언급했다.
이 마이크로장르는 2020년에 인기를 얻기 시작했으며, 스포티파이 플레이리스트의 명성과 틱톡과 같은 소셜 미디어의 젊은 사용자층, 특히 앱의 주요 반문화 중 하나인 "대안 틱톡"에서 확산되었다. 하이퍼팝 아티스트 엘리 오토의 노래 "SugarCrash!"는 이 앱 역사상 가장 인기 있는 노래 중 하나가 되었으며, 2021년 7월까지 플랫폼에서 5백만 개 이상의 영상에 사용되었다. 2022년, 링톤 매거진은 이 마이크로장르가 플랫폼에서 인기를 얻은 이유 중 하나가 크리에이터들이 춤을 추고 전환을 만들 수 있는 강렬한 비트를 선호하는 특성 때문이라고 시사했다. 피치포크는 코로나19 봉쇄로 인한 고립을 그 상승의 원인으로 꼽았다. 찰리 XCX의 How I'm Feeling Now (2020)와 A. G. 쿡의 Apple (2020)과 같은 하이퍼팝 앨범들은 평론가들의 2020년 연말 목록에 올랐다.
"하이퍼팝 레이브"인 서브컬처는 이 마이크로장르의 부상과 함께 주목을 받았으며, 팬데믹 기간 동안 6시간짜리 "줌 파티"를 통해 계속되었고, 최고조에는 1,000명 이상의 손님을 맞이했으며 팬데믹 이후 미국 전역의 도시에서 레이브를 개최했다. 2023년, 이 레이브는 롤링 스톤으로부터 PC Music 아티스트들과 사운드클라우드의 랩 영향을 받은 아티스트들을 포함한 하이퍼팝 우산 아래 다른 아티스트들의 혼합, 그리고 상당한 LGBTQ 포괄성으로 주목을 받았다. 이 레이브는 참석하는 아티스트들에게 유용한 네트워킹 행사로 기능한다.
하이퍼팝은 국제적으로 히스패닉 국가, 특히 아르헨티나, 칠레, 멕시코, 스페인 등에서 스페인어를 사용하는 아티스트 및 프로듀서들과 함께 명성을 얻었다. 나일론의 벤 졸리는 푸토치노마리콘을 "장면에서 가장 큰 이름 중 하나"로 꼽았다.
2025년 6월 1일, 성소수자 자긍심의 달을 기념하여 구글은 하이퍼팝에서 영감을 받은 구글 두들을 선보였는데, LGBTQ+ 아티스트들을 이 장르의 개척자로 집중 조명했다.

### 쇠퇴
2021년부터는 마이크로장르의 잠재적 쇠퇴, 기업의 영향, '하이퍼팝'이라는 이름의 의미에 대한 의문이 제기되기 시작했다. 찰리 XCX는 2021년 8월 "RIP 하이퍼팝? 토론해 보자"는 트윗을 올렸다. 2022년 데이즈드는 2019년 이후 '하이퍼팝'이라는 단어가 "모든 형태의 익스트림 팝 음악을 아우르는 포괄적인 용어가 되었으며", "음악적으로 지난 10년간 인터넷에서 탄생한 음악 중 하이퍼팝으로 분류되지 않은 음악을 찾기 어려울 것"이라고 언급하며, "이 레이블이 붙여진 거의 모든 아티스트들이 이 용어에 환멸을 느끼거나 그 제약에 짜증을 냈다"고 덧붙였다. 같은 해, 유명 하이퍼팝 음악가 글레이브는 자신과 에릭도아가 이 움직임을 "죽이려고 노력하고 있다"고 말했지만, 3개월 후에는 "절대 죽지 않을 것"이라고 언급했다. 이 커뮤니티를 '하이퍼팝'이라는 이름으로 이윤을 위해 포장하면서 시간이 지남에 따라 음악이 "알고리즘적"으로 변하게 되었다. 서브컬처 주최자 개넌 백스터와 타일러 셰퍼드는 '하이퍼팝'이라는 용어 사용에 대해 엇갈린 감정을 표현했지만, 셰퍼드는 이 용어 사용이 "우리가 어떤 음악 분야에 대해 이야기하는지 빠르게 전달하는 도구일 뿐"이라고 말했다. 2023년 6월, PC Music은 그 해 이후로 새로운 음악을 발매하지 않고, 대신 아카이브 프로젝트와 특별 재발매에 집중할 것이라고 발표했다. 2023년 9월, 이 마이크로장르에 크게 기여한 또 다른 아티스트인 언더스코어즈는 이 장르가 "공식적으로 죽었다"고 말했다.
2024년 10월, 피치포크의 키런 프레스-레이놀즈는 하이퍼팝 장면의 과거 성공을 칭찬하면서도 "어떤 아티스트도 지속적인 방식으로 성공하지 못했고", "하이퍼팝의 '팝'은 완전히 실패했다"고 언급했다. 그는 이러한 "분산"의 원인으로 "활동가들의 상충되는 비전, 코로나19 봉쇄 해제, 그리고 가장 유망한 음악가 중 일부가 명성을 원하지 않고 적극적으로 거부했다는 사실"을 꼽았다. 그럼에도 불구하고, 하이퍼팝으로 분류된 찰리 XCX의 앨범 Brat은 빌보드 200에서 3위를 기록하며 미국, 영국, 오스트레일리아에서 상업적 성공을 거두었고, 메타크리틱에서는 2024년 최고 평점을 받았다. Brat은 강력한 차트 성적과 "Brat Summer"와 같은 패션 트렌드를 촉발시키며 역대 가장 상업적으로 성공한 하이퍼팝 앨범 중 하나이다. 이 앨범의 시각적 미학과 가사 내용은 이후 카멀라 해리스 부통령이 2024년 대선 캠페인에서 재활용했다. 이 앨범은 A. G. 쿡, 트로이 시반, 애디슨 레이, 더 데어와 같은 협력 아티스트들이 참여한 리믹스 앨범으로 이어졌다.

## 관련 장르

### 버블검 베이스
피치포크가 하이퍼팝의 첫 번째 "시대"라고 평가한 버블검 베이스는 때때로 아트 콜렉티브 PC Music과 관련된 특정 사운드를 정의하는 용어로 사용된다. 이 흐름의 아티스트로는 한나 다이아몬드, GFOTY, A. G. 쿡이 있으며, 이들은 모두 PC Music 레이블에 기여했다.

### 디지코어
디지코어는 하이퍼팝과 관련된 마이크로장르이다. 이 용어("디지"는 "디지털"의 약어)는 2010년대 중반, 기존 하이퍼팝 장면과 자신들을 구별하기 위해 디스코드를 통해 소통하던 10대 음악가들로 구성된 온라인 커뮤니티에서 채택되었다. 이 마이크로장르는 코로나19 범유행 기간 동안 인기를 얻었다. 주로 2020년대 트랩 랩의 영향을 추가함으로써 하이퍼팝과 차이를 보이지만, 장면들 간에는 여전히 어느 정도의 교차가 존재한다. 디지코어 아티스트 빌리 부가라는 자신의 동료들이 "미드웨스턴 이모, 트랜스, 심지어 시카고 드릴에 이르기까지 광범위한 장르에서 영감을 얻는다"고 썼다. 디지코어의 시작은 인터넷 문화에 뿌리를 두고 있으며, 이 마이크로장르의 많은 인기 있는 프로듀서들은 15세에서 18세 사이이다. 2018년, 달튼(디지코어 아티스트 관계자)은 마인크래프트 및 디스코드 서버인 "루저스 클럽"을 시작했는데, 이는 퀸, 글레이브, 에릭도아, 미드엑스트와 같은 디지코어 장면 내의 여러 인기 아티스트들의 안식처가 되었다. 이러한 공동체 의식과 협력은 이 장면의 핵심 원칙이 되었고, 전체적으로 이 마이크로장르의 인기를 높이는 데 기여했으며, 이 장면의 대다수는 개인으로서가 아닌 집단으로서 인기를 얻는 것을 선호한다. 2021년, 제인 리무버의 디지코어 앨범 Frailty는 주류 음악 사이트인 피치포크와 페이스트에서 찬사를 받았다.

### 글리치코어
하이퍼팝 및 디지코어와 관련된 마이크로장르인 글리치코어(때로는 두 스타일의 하위 장르로 특징지어지기도 함)는 종종 높은 음역대의 보컬, 날카로운 808 사운드, 그리고 빈번한 하이햇이 특징이다. 뉴 뮤지컬 익스프레스의 키안-시안 윌리엄스는 "글리치코어는 스테로이드를 맞은 하이퍼팝"이라고 말하며, 글리치코어에 존재하는 과장된 보컬, 디스토션, 글리치 노이즈, 기타 팝 요소들을 언급했다. 글리치코어의 가장 특징적인 요소 중 하나는 보컬 샘플의 특정 부분을 빠르게 반복하여 만드는 보컬 글리치 패턴이다. 100 gecs는 다양한 장르를 혼합하고 사운드 실험의 경계를 넓히면서 글리치코어 음악의 사운드를 확립하는 데 중요한 역할을 했다.
인기 있는 하이퍼팝 및 글리치코어 컬렉티브 Helix Tears의 프로듀서 스테프는 두 마이크로장르 간에 분명한 차이가 있다고 말하며, "하이퍼팝은 더 멜로디컬하고 팝적이며, 글리치코어는 형언할 수 없다"고 언급했다. 글리치코어는 일반적으로 PC Music에 소속된 음악가들보다는 100 gecs와 스타일적 유사성을 공유하는 아티스트들로 구성된다.
틱톡은 CMTEN과 글리치 검의 "NEVER MET!"과 데이비드 쇼티와 영스터 잭의 "Pressure"라는 두 개의 바이럴 글리치코어 노래의 비디오 편집을 통해 글리치코어를 대중화하는 데 핵심적인 역할을 했다. 글리치코어는 또한 특정 시각적 미학과 관련되어 있는데, 비디오는 일반적으로 글리치 효과가 있고 빠르게 진행되며 어수선하고 다채로운 편집과 함께 특정 경우에는 플래시 경고가 표시되기도 한다. d0llywood1과 같은 일부 인기 디지코어 아티스트는 글리치코어를 실제 음악 장르가 아닌 "편집과 같은 미학"이라고 언급하기도 한다.

### 크러시클럽
크러시클럽은 2020년대 초에 시작된 하이퍼팝의 하위 장르로, 저지 클럽 요소와 일렉트로닉 사운드 특성을 혼합하여 에너지 넘치는 사운드와 중독성 있는 비트가 특징이다. 글리치코어와 유사하게 틱톡, 인스타그램, 유튜브와 같은 다양한 소셜 미디어 플랫폼을 통해 인터넷 전역으로 확산되었다. 이러한 인기를 이끈 주목할 만한 아티스트로는 6arelyhuman, 오데타리, 루미 아테나 등이 있다.

### 하이퍼 만델랑
하이퍼 만델랑 또는 하이퍼펑크는 만델랑(카리오카 펑크의 하위 장르)과 슬랩 하우스, 그리고 하이퍼팝과 인더스트리얼 음악의 영향을 융합한 결과이다. 이 스타일의 주요 아티스트는 DJ Mu540, DJ Ramemes와 파블루 비타르이다.

### 다리아코어
다리아코어는 하이퍼플립으로도 알려진 하이퍼팝 관련 마이크로장르이다. 이는 제인 리무버가 2021년 앨범 Dariacore와 그 세 속편인 Dariacore 2: Enter Here, Hell to the Left, Dariacore 3... At least I think that's what it's called?, 그리고 Grave Robbing에 이어 만들어졌다. 이 마이크로장르는 2021년과 2022년에 사운드클라우드에서 인기를 얻었다. 다리아코어는 팝 음악과 다른 대중 매체의 빠르게 재생되고 음높이가 변경된 샘플, 브레이크비트, 그리고 저지 클럽의 영향을 특징으로 한다. 페이더의 라파엘 헬판드는 이 장르를 "하이퍼팝의 가장 어리석은 경향을 논리적 결론으로 이끄는 그 자체의 완전한 장르"라고 묘사했다.
미국 다리아코어 장면은 상대적으로 쇠퇴했지만, 2025년 현재 일본 장면은 번성하고 있다. 피치포크의 키런 프레스-레이놀즈에 따르면, 일본에서의 이 움직임은 주로 넷레이블 로스트 프로그에 의해 주도되었다. 설립자 하루오 이시하라는 이 스타일의 일본 내 인기가 부분적으로는 이 나라의 확립된 노래 리믹스 및 OtoMAD 밈 문화, 그리고 친숙한 애니메이션 및 J-pop 히트곡의 빈번한 샘플링 덕분이라고 설명한다.

## 같이 보기
- 아방팝
- 퓨처 베이스
- 포스트인터넷
- 맥시멀리즘
- 포스트모던 음악